# 16220 Майквагнер
16220 Майквагнер (16220 Mikewagner) — астероїд головного поясу, відкритий 29 лютого 2000 року.
Тіссеранів параметр щодо Юпітера — 3,344.